# Militärsportliches Leistungsabzeichen
Das Militärsportliche Leistungsabzeichen war eine Auszeichnung der Freien Deutschen Jugend (FDJ), welches allerdings nur im Bereich des Ministeriums für Staatssicherheit in der Deutschen Demokratischen Republik (DDR) verliehen wurde. Getragen werden durfte es nur innerhalb der Dienststellen des Staatssekretariats für Staatssicherheit. Bekannte Verleihungsurkunden lassen eine Stiftung um die Jahre 1956/1957 vermuten. Verliehen wurde das Leistungsabzeichen für Kenntnisse in der Waffenausbildung, Geländekunde sowie Geländeausbildung; ferner für Kenntnisse in Erster Hilfe sowie für Bücherstudium im Partisanenkampf der Sowjetunion im Zweiten Weltkrieg.

## Stufeneinteilung
- Stufe I: Bronze
- Stufe II: Silber
- Stufe III:Gold

## Aussehen
Das bronzene, silberne oder vergoldete Abzeichen ist hochoval 42,8 mm hoch, 33,8 mm breit und zeigt innerhalb eines Ährenkranzes (rechts) und eines Eichenlaubkranzes (links) ein Personenpaar, von denen der rechte eine männliche Person in Uniform mit einer PPSch-41 in der Hand darstellt und hinter ihm eine junge Frau, ebenfalls uniformiert, mit Telefonhörer am Ohr. Hinter diesem Personenpaar sind zwei wehende Fahnen dargestellt, die beide über das obere Ende des Abzeichens hinausragen. Die vordere ist dabei die blau emaillierte der FDJ und dahinter die DDR-Flagge, die größtenteils überdeckt ist.